# 大頭先生
《大頭先生》（英語：The Mr. Men Show）是由英國作家羅傑·哈格里夫斯和其兒子阿當·哈格里夫斯於1970年代至2000年代所作的《奇先生妙小姐》 Mr. Men and Little Miss 改編而成的動畫系列。
動畫於哈格里夫斯父子所設計的多名奇先生妙小姐中挑選了20多位，部份重新設計形象更符合現代人(例如懶惰先生由粉紅色肥仔改為綠色瘦個子的少年)，有的就轉性(例如少根筋先生就原自Little Miss Scatterbrain迷糊小姐)，有的就作出修改(例如強壯先生就由原著戴緣帽子的正方形，變成戴皮帶的倒三角形；搔癢先生的雙臂更可自由伸縮)；另外加入了兩名新的妙小姐：災難小姐和大膽小姐，前者在第二季就消失，後者成為全劇最受歡迎的角色之一。
另外，動畫都加插了不少兒童音樂錄像，是本作一大特色。

## 各集標題

### 第1季（2008）
1. Physical / Boo Boos
2. Farm / Movies
3. Science / Lake
4. Books / Beach
5. Boats / Mall
6. Flying / Hobbies
7. Dance / Inventions
8. Fair / Camping
9. Amusement Park / Trains
10. Paint / Fish
11. Adventure / Construction
12. Snow / Canned Goods
13. Jobs / Gardens
14. Collecting / Chores
15. Restaurants / Music
16. Full Moon / Night
17. Food / Bugs
18. Cooking / Rainy Day
19. Heatwave / Sleep
20. Yard Work (US); Lawns (UK) / Parade
21. Superstore / Games
22. Hotel / Birthday
23. Car Wash / Wildlife
24. Dillydale Day / Cars
25. Sightseeing / The Dark
26. Circus / Ships

### 第2季（2009）
1. Picnics/Driving
2. Outer Space/Clean Teeth
3. Airport/Shoes
4. Arts and Crafts/Game Shows
5. Garages/Eyeglasses
6. Toys/Reptiles
7. Hats/Robots
8. Parties/Up and Down
9. Dining Out/Gifts
10. Sun and Moon/Telephone
11. Seashore/Washing & Drying
12. Sneezes & Hiccups/Fruit
13. Radio/Supermarket
14. Skyscrapers/Cinema
15. Getting Around/Clocks
16. Post Office/Pets
17. Dance Dance Dance/Trees
18. Library/Pirates
19. Goo/Trains & Planes
20. Out to Sea/Next Door
21. Lunch/Machines
22. Fairies and Gnomes/Home Improvement
23. Birds/Bath and Bubbles
24. Sand and Surf/Park
25. Surprises/Travel
26. Bad Weather/Pests

## 角色

### 先生
- 彈跳先生（英语：Mr. Bounce）
- 碰撞先生（英语：Mr. Bump）
- 彆扭先生（英语：Mr. Grumpy）
- 快樂先生（英语：Mr. Happy）
- 懶惰先生（英语：Mr. Lazy）
- 髒兮兮先生（英语：Mr. Messy）
- 緊張先生（英语：Mr. Nervous）
- 吵鬧先生（英语：Mr. Noisy）
- 趣味先生（英语：Mr. Funny）
- 管閒事先生（英语：Mr. Nosy）
- 挑剔先生（英语：Mr. Fussy）
- 安靜先生（英语：Mr. Quiet）
- 無禮先生（英语：Mr. Rude）
- 長腿先生（英语：Mr. Tall）
- 少根筋先生（英语：List of Mr. Men#Mr. Scatterbrain）
- 頑固先生（英语：List of Mr. Men#Mr. Stubborn）
- 小先生（英语：Mr. Small）
- 強壯先生（英语：Mr. Strong）
- 搔癢先生（英语：Mr. Tickle）

### 小姐
- 災難小姐（英语：Little Miss Calamity）
- 饒舌小姐（英语：Little Miss Chatterbox）
- 大膽小姐（英语：Little Miss Daredevil）
- 愛幫忙小姐（英语：Little Miss Helpful）
- 淘氣小姐（英语：Little Miss Naughty）
- 可怕小姐（英语：Little Miss Scary）
- 陽光小姐
- 哎呦小姐（英语：Little Miss Whoops）
- 霸道小姐（英语：Little Miss Bossy）
- 神奇小姐（英语：Little Miss Magic）
- 好奇小姐（英语：Little Miss Curious）
- 笑嘻嘻小姐（英语：Little Miss Giggles）

## 吊兒啷噹村

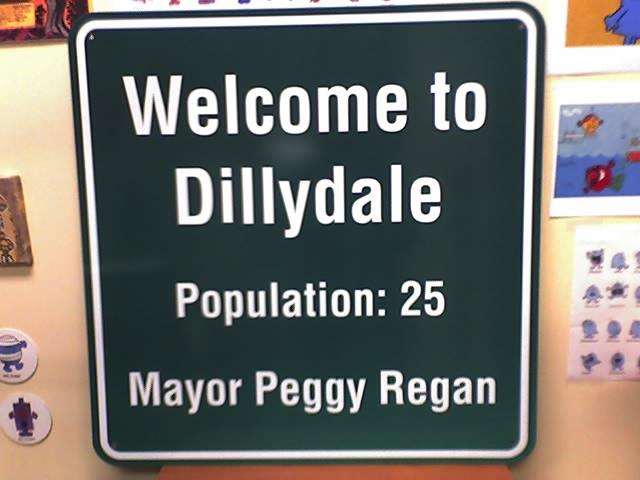
吊兒啷噹村路標

吊兒啷噹村（Dillydale）是以製作人 Peggy Regan 的名字來命名，為了紀念這個名稱他被選為吊兒啷噹村（Dillydale）的市長。
在羅傑·哈格里夫斯的《奇先生妙小姐》系列中角色都來自不同的的地方；例如：Happyland, Tiddletown, Nonsenseland；則在動畫版本中，所有的角色都居住在吊兒啷噹村中。

## 聲優

### 美國
- Aaron Albertus（英语：Aaron Albertus） - 碰撞先生、安靜先生
- Alicyn Packard（英语：Alicyn Packard） - 淘氣小姐、陽光小姐、哎呦小姐
- Amy Birnbaum（英语：Amy Birnbaum） - 神奇小姐
- Cheryl Chase（英语：Cheryl Chase） - 霸道小姐
- Danny Katiana - 緊張先生、管閒事先生
- Godfrey - 頑固先生
- Jeff Stewart（英语：Jeff Stewart） - 搔癢先生
- Joseph J. Terry - 挑剔先生、無禮先生、少根筋先生、旁白
- Katie Leigh（英语：Katie Leigh） - 饒舌小姐、大膽小姐、愛幫忙小姐
- Pete Capella（英语：Pete Capella） - 長腿先生
- Peter Rida Michail - 髒兮兮先生
- Phil Lollar（英语：Phil Lollar） - 懶惰先生、小先生、強壯先生
- Prudence Alcott - 災難小姐
- Rebecca Forstadt（英语：Rebecca Forstadt） - 笑嘻嘻小姐
- Sam Gold（英语：Sam Gold） - 彈跳先生、彆扭先生、快樂先生
- Susan Balboni - 可怕小姐
- Richard Epcar（英语：Richard Epcar） - 吵鬧先生

### 英國
- Aline Mowat - 災難小姐
- Chris Jarvis（英语：Chris Jarvis (presenter)） - 長腿先生
- Imelda Staunton - 霸道小姐
- Jo Wyatt（英语：Jo Wyatt） - 愛幫忙小姐、淘氣小姐、可怕小姐、陽光小姐
- Joseph J. Terry - 無禮先生、少根筋先生
- Keith Wickham（英语：Keith Wickham） - 小先生
- Lewis MacLeod（英语：Lewis MacLeod） - 頑固先生
- Rob Rackstraw（英语：Rob Rackstraw） - 髒兮兮先生、吵鬧先生、挑剔先生、搔癢先生
- Pui Fan Lee（英语：Pui Fan Lee） - 神奇小姐、 笑嘻嘻小姐
- Simon Callow – 旁白
- Simon Greenall（英语：Simon Greenall） - 彈跳先生、碰撞先生、彆扭先生、快樂先生、安靜先生、強壯先生
- Steve Kynman - 管閒事先生
- Teresa Gallagher（英语：Teresa Gallagher） - 饒舌小姐、大膽小姐、哎呦小姐
- Tim Whitnall（英语：Tim Whitnall） - 懶惰先生、緊張先生

## 播出頻道
| Country    | Channel                          |
| ---------- | -------------------------------- |
| 美國       | Cartoon Network、Boomerang       |
| 英國       | Five、Fiver、Nicktoons           |
| 法國       | France 5、TiJi                   |
| 菲律宾     | Disney Junior                    |
| 澳大利亞   | ABC1、ABC2                       |
| 加拿大     | YTV                              |
| 葡萄牙     | RTP 1、RTP 2                     |
| 以色列     | HOP!                             |
| 印度尼西亞 | antv、Nickelodeon                |
| 新加坡     | Okto                             |
| 韓國       | Cartoon Network Asia、Spacetoon  |
| 日本       | Cartoon Network Asia、東京電視台 |
| 俄羅斯     | Canal J                          |
| 愛爾蘭     | TG4                              |
| 泰國       | True Visions、AXN                |
| 塞爾維亞   | Happy TV                         |
| 叙利亚     | Spacetoon                        |
| 台灣       | Nickelodeon, Disney Junior       |
| 紐西蘭     | Television New Zealand           |
| 西班牙     | TVE2                             |
| 希臘       | ERT                              |
| 賽普勒斯   | Sigma TV                         |
| 德國       | Nickelodeon Germany              |

## 外部連結
- （英文） 英文官網 （页面存档备份，存于）
- （英文） The Mr. Men Show Blog （页面存档备份，存于）
- （英文） Renegade Animation official website （页面存档备份，存于）
- （英文） 互联网电影数据库（IMDb）上《The Mr. Men Show》的资料（英文）
- （英文） Mr. Men Wiki
- （英文） The Mr. Men Show Wiki （页面存档备份，存于）